# Азовское (Ленинский район)
Азо́вское (укр. Азовське, крымскотат. Azovskoye, Азовское) — село в Ленинском районе (Автономной) Республики Крым в составе Мысовского сельского поселения (Мысовского сельсовета).

## Население
| 2001 | 2014 |
| ---- | ---- |
| 48   | ↘41  |

Всеукраинская перепись 2001 года показала следующее распределение по носителям языка
| Язык             | Процент |
| ---------------- | ------- |
| русский          | 79,17   |
| украинский       | 16,67   |
| крымскотатарский | 2,08    |
| белорусский      | 2,08    |

## Современное состояние
На 2017 год в Азовском числится 2 улицы — Зелёная и Лесная; на 2009 год, по данным сельсовета, село занимало площадь 28 гектаров на которой, в 20 дворах, проживало 35 человек.

## География
Азовское расположено на севере района и Керченского полуострова, на косе, отделяющей Акташское озеро от Азовского моря, высота центра села над уровнем моря 1 м. Находится примерно в 25 километрах (по шоссе) от районного центра Ленино, там же ближайшая железнодорожная станция Семь колодезей (на линии Джанкой — Керчь). Ближайшие населённые пункты — в 4,5 км на северо-западе: город Щёлкино и село Мысовое. Транспортное сообщение осуществляется по региональной автодороге 35Н-329 Азовское — до автодороги Ленино — Мысовое (по украинской классификации — С-0-10822). Площадь села — 28 гектаров, в селе находится участок лесхоззага.

## История
На верстовой карте Крыма 1896 года на месте села обозначен безымянный хутор. По Статистическому справочнику Таврической губернии. Ч.II-я. Статистический очерк, выпуск пятый Феодосийский уезд, 1915 год, на хутор Джайлав (владение Мельниковых) Петровской волости Феодосийского уезда числилось 2 двора с русским населением в количестве 19 «посторонних» жителей, из которых 9 мужчин и 10 женщин. Во владении было 30 десятин удобной и 151 десятина неудобной земли. В хозяйстве имелось 13 лошадей, 6 волов и 12 коров.
В располагавшиймся на месте Азовского хуторе Мельниковых (он же Джайлав) согласно Списку населённых пунктов Крымской АССР по Всесоюзной переписи 17 декабря 1926 года, Казантипского сельсовета в 1 дворе числилось 3 жителя, а на подробной карте РККА Керченского полуострова 1941 года уже обозначены его развалины. По сведениям Мысовского сельсовета, село образовано в 1950 году. 26 апреля 1954 года Крымская область была передана из состава РСФСР в состав УССР. До 1960 года в селе размещалась контора Ленинского механизированного лесхоззага. На 15 июня 1960 года село уже числилось в составе Мысовского сельсовета. С 12 февраля 1991 года село в восстановленной Крымской АССР, 26 февраля 1992 года переименованной в Автономную Республику Крым. С 21 марта 2014 года в составе Крыма аннексировано Россией.

## Археология
В 1960 году Восточно Крымская экспедиция под руководством Д. Л. Талиса проводила раскопки на мысу Казантип и побережье Казантипского залива. У села Азовское были раскопаны поселения и обнаружена керамика VIII — первой половины X века. По функциональному признаку керамика подразделялась на тарную (для хранения) и кухонную. Тарная представлена причерноморскими амфорами, кухонная — фрагментами салтово-маяцких сероглиняных горшков. В середине – второй половине VIII века в Крыму появляются сотни салтовомаяцких поселений, основная часть которых находится на Керченском полуострове. Исследователи большей частью единодушны с нижней хронологической датой появления салтовомаяцской культуры, но развитие этого процесса и причины, вызвавшие массовый приток нового населения, являются предметом дискуссий. Гибель салтово-маяцких поселений Крыма по мнению А. Л. Якобсона, А. В. Гадло, С. А. Плетнёвой, Т. И. Макаровой и других исследователей, произошла на рубеже IX—X века. Это было связано с вторжением на полуостров печенегов. И. А. Баранов считал этот процесс следствием византийской политики во второй половине X века, а В. В. Кропоткин — усилением русской активности на Чёрном море. Другие исследователи видят причины разрушения салтовской культуры в последствиях византийско-хазарского конфликта в 930-х годах — поход хазарского военачальника Песаха в Крым.